# Wilson Tucker
Pour les articles homonymes, voir Tucker.
Œuvres principales
- The Time Masters
- Les Maîtres des âges
- L'Année du soleil calme
- À la poursuite de Lincoln

Wilson Tucker, né le 23 novembre 1914 à Deer Creek dans l'Illinois et mort le 6 octobre 2006 à St. Petersburg en Floride, est un écrivain américain de science-fiction et de romans policiers.

## Biographie
Projectionniste de cinéma de formation, Wilson Tucker édite dès les années 1930 de nombreux fanzines (The Planetoid, Le Zombie, Science Fiction Newsletter), avant de se consacrer à l'écriture de polars (The Chinese Doll, The Man in My Grave, The Hired Target…).
Il n'a cessé de traiter le thème du voyage dans le temps (L'Année du soleil calme en 1970 dans lequel il décrit une expédition au-delà de l'an 2000, dans une Amérique en proie à une terrible guerre civile et raciale, Les Maîtres des âges en 1976, A la poursuite de Lincoln, La Glace et le Fer en 1979).
Wilson Tucker est aussi à l'origine du terme fréquemment utilisé de space opera.
Il est décédé en Floride, à l'âge de 91 ans, le 6 octobre 2006.

## Œuvres
(en)
- The Dove, 1948
- The City in the Sea, 1951
- The Long Loud Silence, 1952
- The Time Masters, 1953
- Wild Talent, 1953
- Charles Horne Mysteries, (1946-1951)
- The Lincoln Hunters, 1958
- The Year of the Quiet Sun, 1970
- This Witch, 1971
- Ice and Iron, 1974

(fr)
- Troc, (The Warlock), 1967 Série noire no 1216
- Les Maîtres des âges, 1976 (OPTA)
- Histoires des temps futurs, (Anthologie) (Casterman)
- L'Année du soleil calme, (Robert Laffont)
- À la poursuite de Lincoln, (OPTA)